# Gioiosa Guardia
Gioiosa Guardia es una ciudad fantasma en la Sicilia, que depende administrativamente de la ciudad de Gioiosa Marea.
- Datos: Q3765095
- Multimedia: Gioiosa Guardia / Q3765095